# Saas-Almagell
Saas-Almagell (do roku 2006 Saas Almagell) je obec v německy mluvící části švýcarského kantonu Valais, v okrese Visp. Spolu s dalšími středisky Saas-Fee, Saas-Grund a Saas-Balen nabízejí 145 km sjezdovek začínajících ve výšce 3600 m n. m. Žije zde 370 obyvatel.

## Geografie
Saas-Almagell se nachází v údolí Saastal, které je obklopeno mnoha čtyřtisícovými vrcholy Walliských Alp. Saas-Almagell je nejvzdálenější a nejmenší ze čtyř obcí v údolí Saas (Saas-Fee, Saas-Grund a Saas-Balen). Obec se nachází v nadmořské výšce přibližně 1670 m.
Almagell se dělí na osady Lehn, Chaischlittu, Unterkreuz, Zum Berg, Dorfplatz, Furrusand a osady Zerbriggu, Biele, Älpie, Moos, Furggstalden a zbořený Zermeiggern. V Alpách Furggu, Eyen, Distel a Mattmark se v létě stále pase dobytek.
Dominantní horou nad Saas Almagell je Almagellerhorn, který leží asi tři kilometry jihovýchodně od obce.

## Historie
Obec je poprvé zmiňována v roce 1291 jako Armenzello a v roce 1307 je uváděna jako Almenkel. Almagell byl součástí velké obce Saas, která patřila ke komuně Visp a v roce 1392 byla rozdělena na čtyři čtvrti. V roce 1796 byl vydán zákon o ochraně přírody a krajiny. Z církevního hlediska patřil Almagell k farnosti Saas s kaplí svaté Barbory postavenou v roce 1494 (nová stavba z let 1938–1939) a vlastní farnost vytvořila až v roce 1893.
Obec na horním konci údolí Saastal byla většinu historie poměrně izolovaná. Cesta vhodná pro motorová vozidla byla dokončena v roce 1948, školu neměla obec až do roku 1958. Do cestovního ruchu se obec zapojila poměrně pozdě, první hotel zde byl postaven v 90. letech 19. století.
Vesnice Zer Meiggeru s kaplí svaté Anny, postavená v roce 1707, musela v roce 1961 ustoupit vyrovnávací nádrži přehrady Mattmark. V hospodářsky těžkých dobách kvetlo přes horské průsmyky do Itálie a z Itálie pašeráctví, zatímco cestovní ruch vzrostl až ve druhé polovině 20. století (lyžařský areál Furggstalden, otevřený v roce 1965).

## Obyvatelstvo
| Rok            | 1850 | 1900 | 1950 | 2000 | 2010 | 2012 | 2014 | 2016 | 2018 | 2020 |
| Počet obyvatel | 147  | 190  | 335  | 397  | 389  | 383  | 390  | 386  | 370  | 364  |

Almagell (cca 1915)

V roce 2020 žilo v obci 364 obyvatel. V roce 2000 hovořilo 96,7 % obyvatel obce německy. K římskokatolické církvi se hlásí 93,2 % obyvatel.

## Hospodářství a doprava
Nejdůležitějším hospodářským odvětvím v celém údolí Saastal je cestovní ruch, i když v Saas-Almagell hraje významnou roli také energetika (výroba elektřiny). Na samém konci údolí Saas se nachází nejvyšší zemní přehrada v Evropě Mattmark, která přehrazuje jezero Mattmarksee.
Na rozdíl od sousedního Mattertalu na západě nevede v údolí Saastal žádná železnice, obsluhuje ho autobusovými spoji společnost Postauto.

## Cestovní ruch

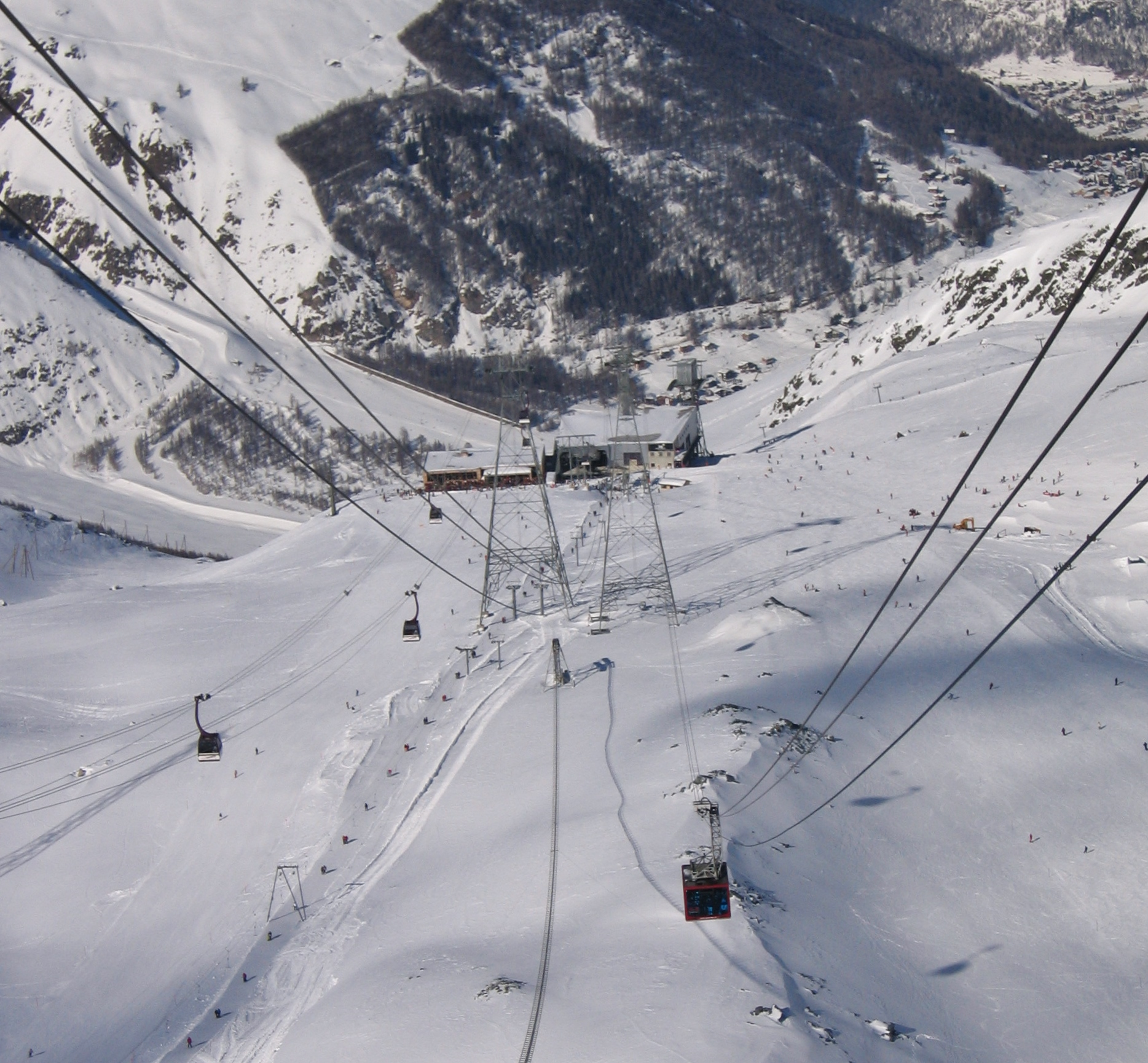
Lanovka na Allalin

Díky své výhodné poloze je cestovní ruch od poloviny 20. století nejdůležitějším hospodářským faktorem. V důsledku toho zde existuje výrazná turistická infrastruktura s mnoha hotely a restauracemi různých cenových kategorií a také zařízení pro volný čas a sport. V létě navštěvují Saas-Almagell především turisté a horolezci. Jednou z nejpůsobivějších túr je vysokohorská stezka Almagelleralp z Kreuzbodenu přes Almagelleralp a nakonec po dobrodružné stezce do Furggstaldenu. Poté lze sjet sedačkovou lanovkou do údolí. Letní návštěvníci mají k dispozici 300 km turistických tras, tenis, minigolf, fotbal, dětská hřiště a spoustu čisté přírody.
Historické walserské a pašerácké stezky vedou přes průsmyky Monte Moro a Mondelli do Macugnagy a údolí Valle Anzasca. Z Monte Moro se otevírá výhled na východní stěnu Monte Rosa. Průsmyky Ofentalpass, Antronapass a Sunnigpass vedou do údolí Valle d'Antrona s vesnicemi Antrona Schieranco a Viganella a průsmykem Zwischbergenpass do Gonda.
V zimě převažuje zimní turistika. Dopravní zařízení vedou do Heidbodme (2400 m). K nabídce patří snowtubing, sáňkařské dráhy, běžecké trasy, trasy pro sněžnice, kluziště a curling.
Dvě chaty Švýcarského alpského klubu Britanniahütte (3030 m) a Almagellerhütte (2894 m) se nacházejí na katastru obce. Z chaty Britannia lze vystoupit na Allalinhorn, Rimpfischhorn a Strahlhorn. Některé z těchto hor jsou snadno zdolatelné a patří mezi lehčí čtyřtisícovky na běžných trasách. U náročnějších tras se doporučuje doprovod horských vůdců se znalostí místních poměrů. Chata Almagellerhütte leží na cestě k průsmyku Zwischbergenpass, která vede přes Zwischbergental na Gondo na Simplonpass.

## Osobnosti
- Pirmin Zurbriggen (* 1963), švýcarský sjezdař, olympijský vítěz ze ZOH 1988
- Silvan Zurbriggen (* 1981), švýcarský alpský lyžař

## Fotogalerie

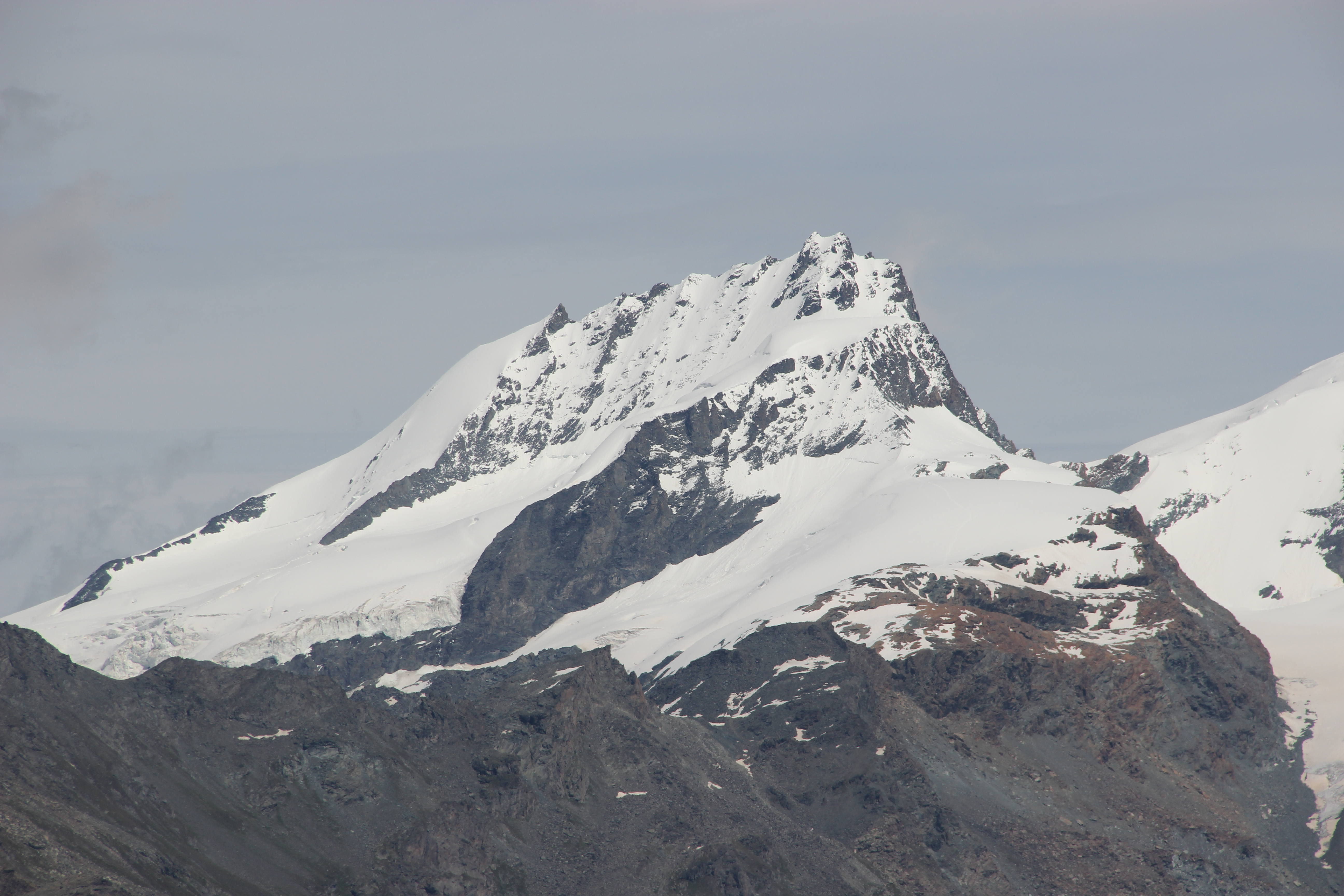
Rimpfischhorn
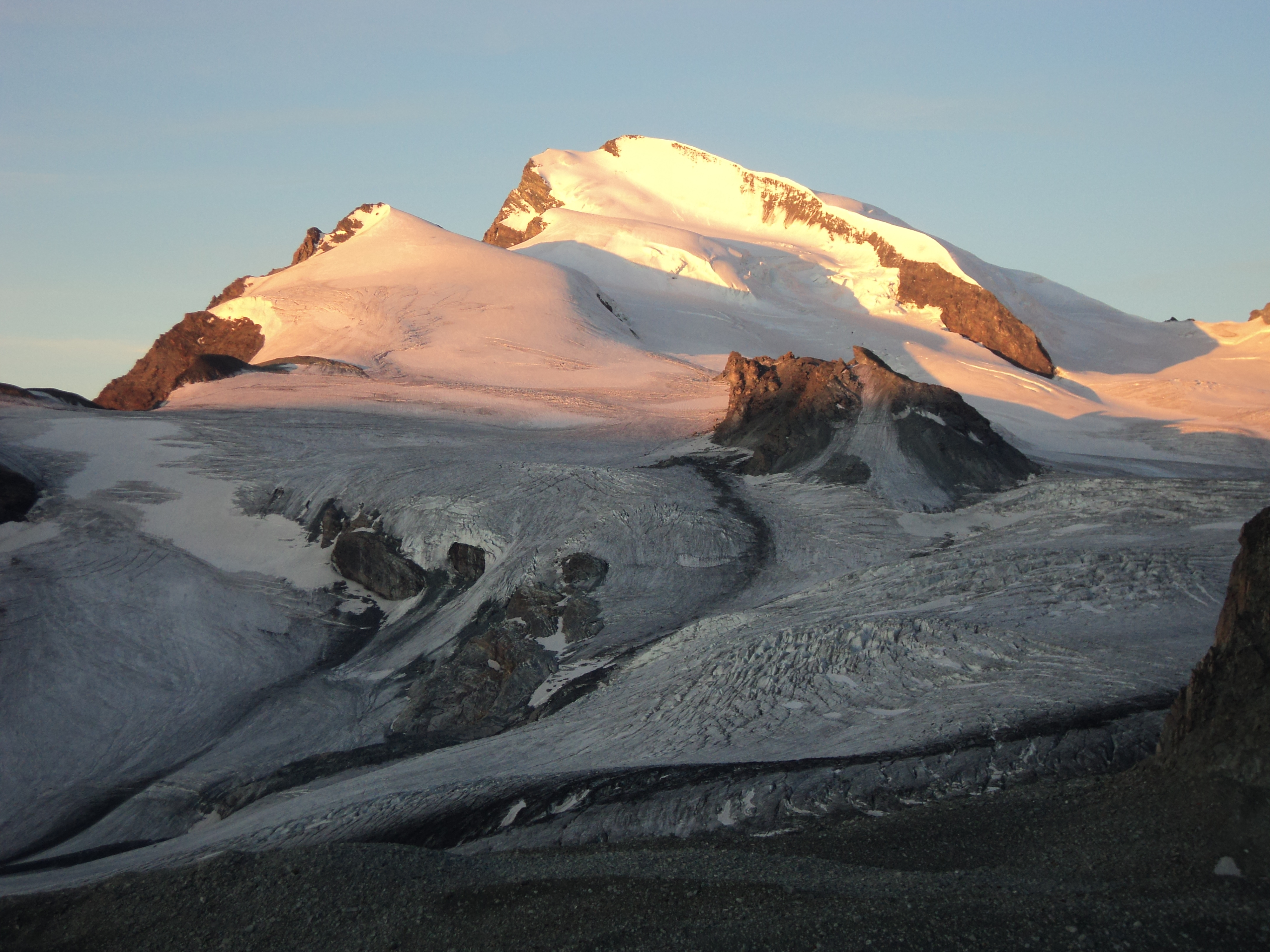
Strahlhorn z chaty Britanniahütte
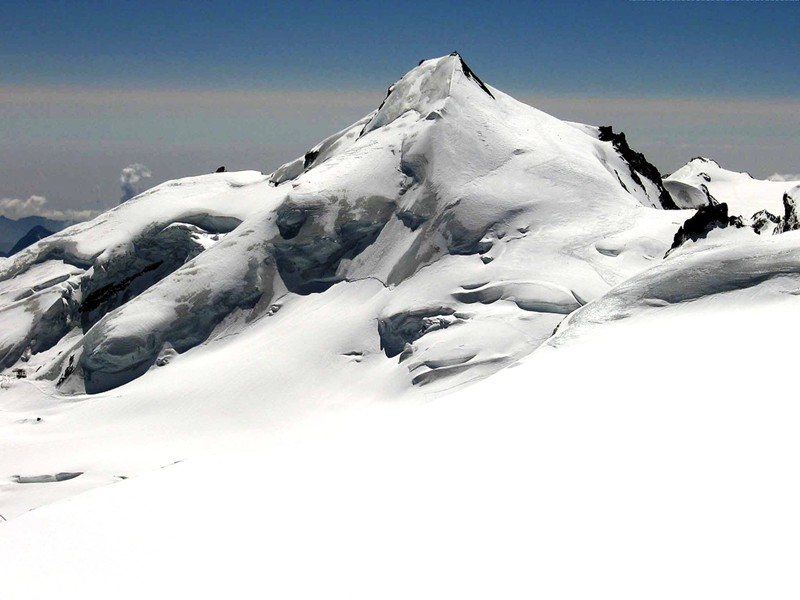
Allalinhorn
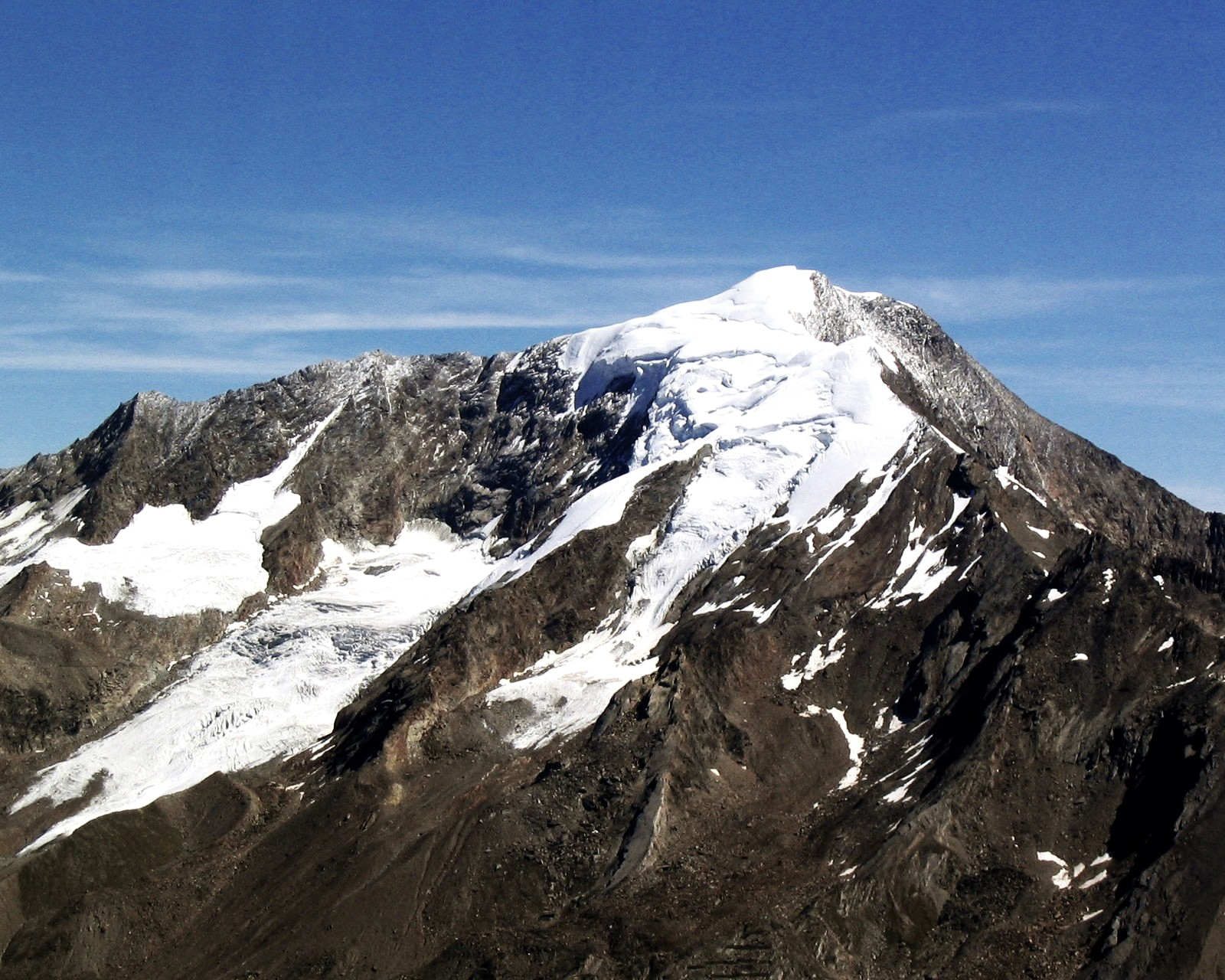
Weissmies
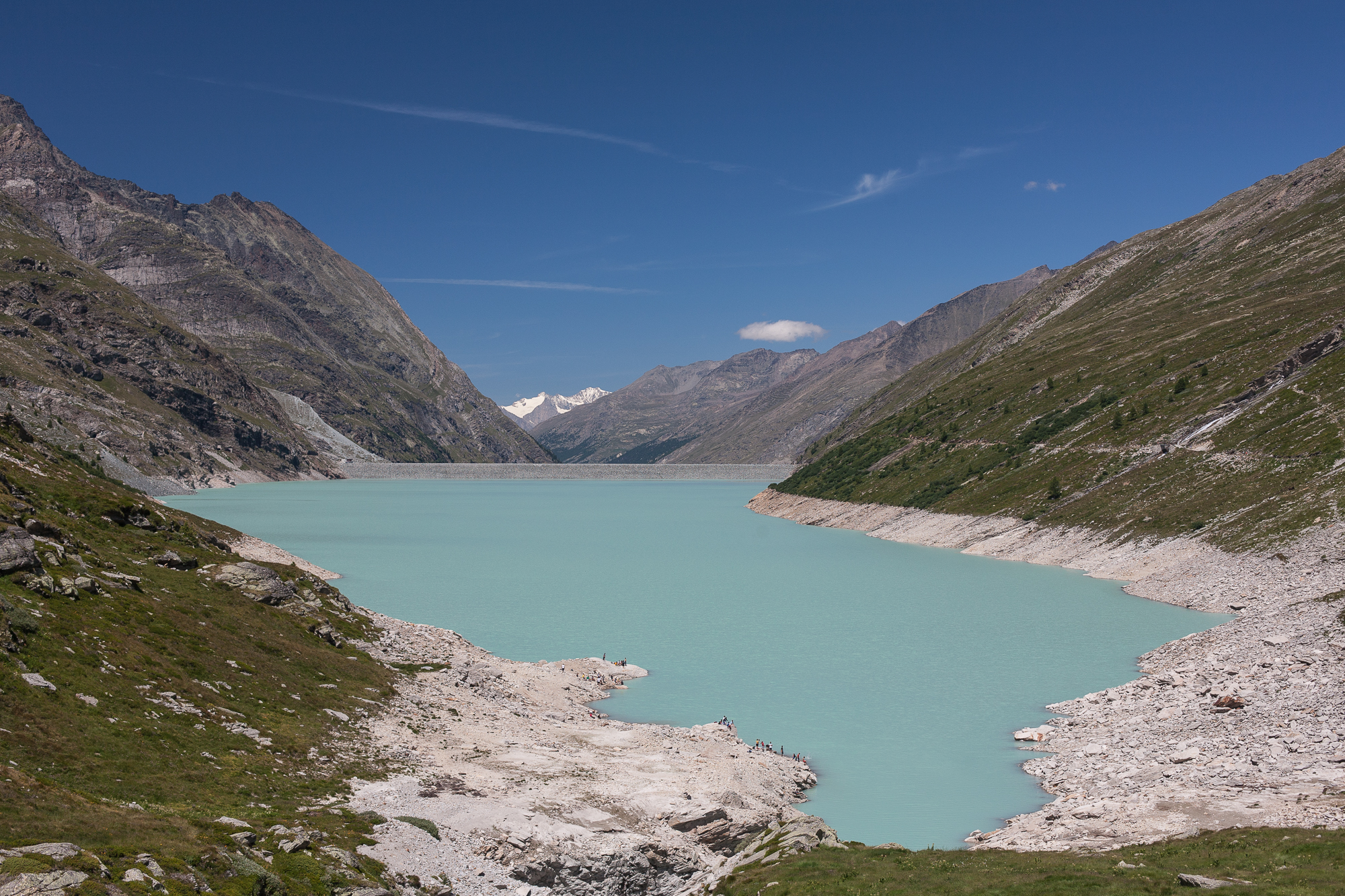
Vodní nádrž Mattmarksee